# Тимофеевка (Костанайская область)
Тимофеевка (каз. Тимофеев) — село в Аулиекольском районе Костанайской области Казахстана. Административный центр Тимофеевского сельского округа. Находится около озера Байзаксор в 38 км к западу от районного центра, села Аулиеколь. Код КАТО — 393649100.

## Население
В 1999 году население села составляло 2211 человек (1083 мужчины и 1128 женщин). По данным переписи 2009 года, в селе проживало 1730 человек (871 мужчина и 859 женщин).